# 天保山出入口

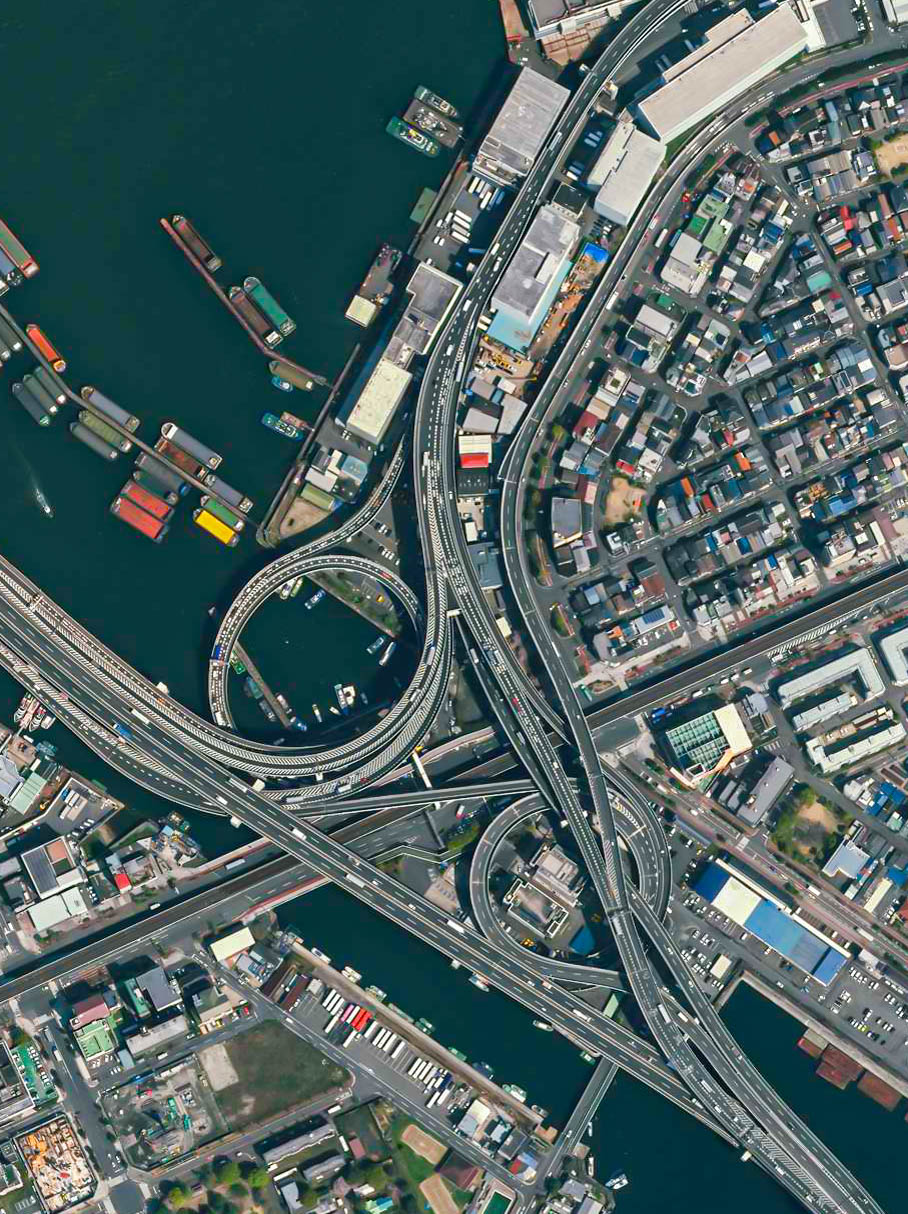
天保山JCTと天保山出入口の空中写真（2017年）

天保山出入口（てんぽうざんでいりぐち）は、大阪府大阪市港区の阪神高速道路4号湾岸線・5号湾岸線・16号大阪港線の出入口。天保山ジャンクションが併設されている。開通当初は「大阪港出入口」であった。

## 利用できる高速道路
- 阪神高速4号湾岸線(4-01)
- 阪神高速5号湾岸線(5-02)
- 阪神高速16号大阪港線(16-06)

## 料金所

### 天保山料金所
- ブース数：5
  - ETC専用：2
  - 一般：3（内、2レーンは常時閉鎖）

## 案内板
- 4-01　天保山出口
- 5-02　天保山出口　海遊館方面
- 16-06　天保山出口　海遊館方面

## 接続する道路
- 国道172号（みなと通）

## 周辺
- 天保山大橋
- 大阪港
- 天保山公園
- 天保山ハーバービレッジ
  - 海遊館
  - 天保山大観覧車
  - 大阪文化館・天保山
  - 天保山マーケットプレース
  - ホテルシーガルてんぽーざん大阪
- 大阪港駅
- 大阪港咲洲トンネル
- なみはや大橋

## 隣
阪神高速4号湾岸線
(4-01)天保山JCT/出入口 - (4-02)南港北出入口
阪神高速5号湾岸線
(5-01)南港北出入口 - (5-02)天保山JCT/出入口 - 北港JCT - (5-03)湾岸舞洲出入口
阪神高速16号大阪港線
(16-05)波除出入口 - 朝潮橋PA - (16-06)天保山JCT/出入口 - (16-07)南港北出入口

## 備考
以前は、大阪港出入口という名称だった。
4号湾岸線の出口（4-01）のみ北東へ離れた場所（港晴5丁目2）にあり、海遊館方面と案内されない。海遊館とは反対方向となる八幡屋公園に近接する。
入口は3路線とも同じ場所にあり、料金所通過後すぐに16号大阪港線（大阪市内方面）が右へ分岐、次いで5号湾岸線（神戸方面）が右へ分岐する。